# Richard Hartwell
Richard Hartwell (* 1946 in March, Cambridgeshire, England) ist ein britischer Künstler.

## Leben und Wirken
Hartwell studierte Kunst in Cambridge, London (Royal College of Art) und Hamburg (Staatliche Hochschule für bildende Künste). Im Jahr 1968 erhielt er ein Auslandsstipendium der King Edward VII Foundation. Im Jahr 1974 wurde er mit dem 1. Preis der Mostra D`Art Multiple Barcelona ausgezeichnet. Im Jahr 1978 arbeitete er mit Ingrid Webendoerfer an einem Wandbild-Projekt in New York zusammen. 1979/80 hatte er einen Lehrauftrag an der Hochschule für Künste Bremen. Im Jahr 1987 arbeitete er in Paris. Im Jahr 1989 erhielt er ein Stipendium für das Casa Baldiä in Olevano Romano, Italien, sowie ein Stipendium im Schleswig-Holsteinischen Künstlerhaus Selk. Seit 1968 hatte er zahlreiche Einzel-, Gruppen- und Themenausstellungen.
Schwerpunkte seines Schaffens sind Malerei, Zeichnung, Objekt, Fotografie, Wort und Klang. 

„...Wahrnehmung und visuelle Darstellung haben (Richard Hartwell) seit Anfang der 70er Jahre beschäftigt. Schon damals betrachtete er kritisch die Bildsprachen, die Verschlüsselungsmethoden und die gesellschaftlichen Einflüsse der Massenmedien. Die Arbeit "Newspaper" repräsentiert diese Auseinandersetzung mit den Verknüpfungen von Wort und Bild...“

Hartwell lebt und arbeitet in Zürich.

## Sammlungen
- Victoria and Albert Museum, London
- Van Gogh Museum, Amsterdam

## Publikationen
- "Notice Boards", Richard Hartwell, Galerie Kammer Hamburg 1976
- "Abbildungen erzeugen eigene Welten", Richard Hartwell, Eigenverlag Hamburg 1984
- "Die weiße Schlange und andere Bilderzählungen", Richard Hartwell, Eigenverlag Hamburg 1988
- "The Empty Space Between", Richard Hartwell, Studio Galerie Hamburg 1992
- "Hartwell - Odysseus", Richard Hartwell, Osterwalder`s Art Office Hamburg 1997